# Mister France
Mister France est un concours de beauté masculin qui s'adresse aux jeunes hommes français de 18 à 30 ans et mesurant au minimum 1,75 m. Ce concours ouvre droit, pour le gagnant, au titre annuel et l'écharpe du même nom comme son homologue féminin Miss France. Créé sous le titre de « Monsieur France », il deviendra ensuite « Mister France » en 1993.
Le concours est actuellement présidé par François Deixonne depuis 2019[réf. nécessaire].

## Processus d’élection et règlement
L'accession au titre se base sur des critères de facultés de communication, d'élégance, d'altruisme, d'empathie et d'engagement personnel pour une cause ; ceux-ci sont jugés par un jury de personnalités du show business, et par le public qui peut voter selon diverses méthodes.
Chaque candidat doit impérativement respecter les consignes suivantes pour pouvoir figurer à l'élection nationale :
- être âgé de 18 à 30 ans,
- mesurer au minimum 1,75 m,
- être de nationalité française,
- être célibataire, n'avoir jamais été marié, ni pacsé,
- ne pas assurer de paternité.

## Historique
Préalablement, il existe l'élection de Monsieur France qui se développe surtout dans les années 1980. L'élection se déroule la plupart du temps en province et quelquefois à Paris (comme par exemple au Palace en 1989) avec un public presque exclusivement féminin. Les candidats défilent dans plusieurs tenues (costumes, en slip voire en string). Certaines extravagances sont admises comme, par exemple, le défilé d'un candidat avec une cigarette à la bouche. Très peu médiatisé, le concours bénéficie quelquefois d'un reportage dans les journaux télévisés.
1993 : Le concept est développé et le concours « Mister France » est créé par Michel Leparmentier qui enregistre la marque éponyme à l'INPI en 1993. Le premier Mister France de l'histoire a été élu le 31 mars 1993 : il s'agit d'Arnaud Van Pul âgé de 22 ans. Parmi les membres du jury de l'élection figurent notamment Amanda Lear et Lova Moor. Mister France, ses dauphins, les autres candidats, ainsi qu'Amanda Lear sont alors invités en juin de la même année, dans l'émission de France 3 Zapper n'est pas jouer animée par Vincent Perrot. Amanda Lear affirme alors que « c'est très difficile de choisir un beau », « on le voit trente secondes même pas, on ne lui parle pas, on n'entend pas le son de sa voix ». Cette dernière sera à nouveau jurée de l'élection de Mister France en décembre 2001. À partir de 1993, le concours accède à une meilleure exposition médiatique.
1998 : L'élection prend une autre forme en 1998 et intègre des valeurs d'élégance et de prestance a ses critères. Elle se déroule le 19 décembre 1998 à Saint-Quentin dans l'Aisne produite par Ludovic Givron et se compose de défilés en tenue décontractée, en tenue chic et en maillot de bain. Les candidats ont pu s'exprimer longuement sur leurs motivations, leurs visions de la vie, leurs projets professionnels. C'est Rodolphe Parmentier, un Picard de 27 ans originaire d'Abbeville qui a alors été élu Monsieur France 99 face à 10 candidats. Dès le 3 janvier 1999, il apparaît dans l'émission Vivement dimanche de Michel Drucker sur France 2 en compagnie de Zazie et Benjamin Castaldi, alors chroniqueur du programme. Ensuite Monsieur France 99 participe à d'autres émissions comme Exclusif sur TF1, Nulle part ailleurs sur Canal+ ou encore au MCM Café interviewé par Jonathan Lambert. Certains magazines people comme France Dimanche, Voici lui ont consacré quelques articles. Cette année là l'élection a eu une grande couverture médiatique mais largement inférieure à celle de l'élection de Miss France.
2001 : La marque "Mister France" est cédée par Michel Leparmentier à Rachel Quesney en 2001.
Depuis le début des années 2000, le concours a une plus grande notoriété (bien qu'il ne soit pas aussi populaire que Miss France). Il bénéficie d'une meilleure exposition médiatique, étant notamment régulièrement télédiffusé (bien qu'il n'ait pas lieu certaines années comme en 2004, 2009, de 2012 à 2014, et en 2018 et 2019 ou non retransmis). De plus, certains Mister France ou leur dauphins sont également invités dans des émissions de divertissement, des talk-show, comme par exemple On a tout essayé de Laurent Ruquier, sont candidats dans des émissions de téléréalité et font l'objet de reportages dans des magazines de télévision tels que Tellement vrai sur NRJ 12. Il est également plus visible grâce aux réseaux sociaux.
2003 : Le 3 juin 2003, le concours de Mister France, est alors produit par Glem Production, avec l'aide d'Alexandre Taliercio (nommé directeur opérationnel par le comité en 2002). L'élection est  diffusée en direct sur TF1 et présentée par Laurence Boccolini. Le programme a réuni cinq millions de téléspectateurs soit 27,6 % de part de marché selon Médiamétrie,
2005 : Stephan Excoffier, 2e dauphin est choisi en remplacement de Mister France en titre, David Robert, représentant le Poitou-Charentes, qui a été disqualifié quelques mois après l'élection « pour ne pas avoir assumé les obligations de représentation liées à son titre ». En 2002 et 2003, Stephan avait participé au jeu d'aventures Fear Factor et à L'Île de la tentation sur TF1. Il a également été élu Mister Suisse Romande 2004 et Mister Francophonie 2007.
2008 : À partir de mars 2008, l'exploitation de la marque Mister France est assurée par la société de production Megasmedia. Alexandre Taliercio gère en exclusivité la concession d'exploitation de la marque "Mister France", en relance et en modernise le concept.
L'élection de Mister France 2010 a lieu le 12 décembre 2009 mais est diffusée en différé sur NRJ 12 le 28 janvier 2010. Elle est présentée par Clara Morgane et Alexandre Taliercio, avec la participation d'Élodie Gossuin, Cindy Fabre, David Meitai, Rachel Quesney et Robert Teriitehau comme membres du jury.
Au début de 2010, la société de production Megasmedia décide de cesser l'exploitation de la licence. Rachel Quesney reste présidente du jury et reprend donc les rênes de la finale 2011, à nouveau diffusée sur NRJ 12. Les autres membres sont Caroline Receveur, Astrid Poubel (candidate de la saison 2 des Anges de la téléréalité) et Anthony Garcia, Mister France 2010,,.
Rachel Quesney décide de céder totalement cette activité en septembre 2011 à la société d'édition, Hugo et Cie, qui est alors chargée de développer le concept de Mister France.
Le concept reste en sommeil durant trois ans et reprend en 2015 avec le slogan : L'homme change, Mister France aussi. La nouvelle présidente du Comité Mister France est Sophie Charlotte Orlowska,,,,,.
Lors de l'élection de Mister France 2015, Clara Morgane cède sa place d'animatrice de l'élection à Sandra Lou pour devenir la présidente de jury. Un reportage est retransmis pour l'occasion sur June dans l'émission L'Œil d'Ayem,.
Le 22 novembre 2017, la société Hugo et Cie cède les droits de la marque à la société Hightop Studio. La finale nationale initialement prévue en mars 2018 n'a pas lieu. Entre-temps les comités régionaux continuent de faire rayonner la marque en province en organisant des élections locales, départementales et régionales.
Le 24 janvier 2019, la société Hightop Studio cède les droits de la marque à François Deixonne qui crée immédiatement un nouveau comité Mister France en s'entourant d'une partie des anciens délégués du Comité précédent. Spécialiste en événementiel et introduit sur les concours masculins depuis plusieurs années, le nouveau président du comité relance le concours en remaillant le territoire métropolitain et les Dom Tom.
Le 11 janvier 2020, l'élection de Mister France 2020 se déroule au Palais des Glaces de Paris qui affiche complet. 28 candidats sont en compétition. Elle est présentée par Olivier Parra. Le jury est notamment composé de Monsieur Kay, John Viatge, Morgane Higlhers, Alain Gérault sous la présidence de François Deixonne. Un candidat conteste les résultats du vote, dénonce des irrégularités et crie au scandale. Ce dernier brûle son écharpe lors d'un direct sur Facebook et informe la presse,,,. Le président dépose plainte en diffamation publique contre le candidat et les journaux incriminés,. Plusieurs candidats font des directs pour dénoncer ces allégations. 
Le 8 mai 2021, l'élection de Mister France 2021 se déroule dans le département de l'Hérault à cause des contraintes sanitaires liées à la pandémie de Covid-19. Les 24 candidats sont en compétition. Compte tenu du huis-clos demandé par les autorités, le spectacle est diffusé en live streaming,,.
Le 22 janvier 2022, l'élection de Mister France 2022 fête son 20e anniversaire en tant que marque. A cette occasion, l'élection se déroule dans l'enceinte du Cirque Bormann à Paris. Les 23 candidats régionaux en compétition sont départagés par un jury composé de 3 anciens Mister France : Bilal Malek, Thomas Cornelus, Stephan Excoffier. Ceux-ci étaient acompagnés de Fabienne Thibeault, Laurence Perraud et Frédéric Longbois. 
En 2023 pour la première fois dans l'histoire du concours Mister France les candidats régionaux et l'équipe Mister France se sont envolés pour une semaine de préparation (en l'occurrence au Cap Vert sur l'invitation de la ville de Praia sur l'île de Santiago) avant l'élection au théâtre de Poissy dont le jury est présidé par Nathalie Marquay-Pernaut, qui était accompagnée notamment par Stouf, productrice sur NRJ, Lapetitemeuf, influenceuse et Fabrice di Falco, sopraniste. 
Le 17 février 2024, l'élection de Mister France 2022 a eu lieu au  théâtre André Malraux de Rueil Malmaison. Lors du show de plus de 2 heures, un hommage a été rendu à l'ancienne présidente du Comité Miss France et Miss Prestige National Geneviève de Fontenay.

## Retransmissions à la télévision
Contrairement à l'élection de Miss France (retransmise à la télévision depuis 1986), l'élection de Mister France n'a été diffusée que 6 fois. La première fois en 2002 sur TF1, puis en 2010 et 2011 sur NRJ 12, en 2015 sur June, en 2017 sur Polynésie 1re.
Elle a été présentée par :
- Henri Chambon : Mister France 2002, dans le magazine Reportages sur TF1 ;
- Laurence Boccolini : Mister France 2003 en première partie de soirée sur TF1 ;
- Clara Morgane : Mister France 2010 et 2011 (coprésenté en 2010 avec Alexandre Taliercio) sur NRJ 12 ;
- Ayem Nour : Mister France 2015, dans le magazine L'Œil d'Ayem sur June ;
- Sandra Lou : Mister France 2017 (coprésenté avec Joan Faggianelli) sur Polynésie 1re.

## Palmarès

### Mister France depuis 2000
| Année                                                 | Date de l'élection                   | Mister France                        | Âge                                  | Taille                               | Titre régional                       | Lieu de l'élection ou de désignation                                                              | Chaîne de télévision ou autre média diffusant l'élection |                                      |
| ----------------------------------------------------- | ------------------------------------ | ------------------------------------ | ------------------------------------ | ------------------------------------ | ------------------------------------ | ------------------------------------------------------------------------------------------------- | -------------------------------------------------------- | ------------------------------------ |
| 2001                                                  | décembre 2000                        | Francis Gillain                      | 23                                   | 1,87                                 | Paris                                | MCM Café (Paris)                                                                                  | non diffusée                                             |                                      |
| 2002                                                  | 17 décembre 2001                     | Peter Viens                          | 22                                   | 1,85                                 | Champagne-Ardenne                    | Théâtre Mogador à Paris                                                                           | TF1                                                      |                                      |
| 2003                                                  | 3 juin 2003                          | Frédéric Deltour                     | 21                                   | 1,86                                 | Île-de-France                        | Studios TF1 de La Plaine Saint-Denis à Paris                                                      | TF1                                                      |                                      |
| 2004                                                  | Pas d'élection de Mister France 2004 | Pas d'élection de Mister France 2004 | Pas d'élection de Mister France 2004 | Pas d'élection de Mister France 2004 | Pas d'élection de Mister France 2004 | Pas d'élection de Mister France 2004                                                              | Pas d'élection de Mister France 2004                     | Pas d'élection de Mister France 2004 |
| 2005                                                  | 9 décembre 2004                      | David Robert                         | 24                                   | 1,87                                 | Poitou-Charentes                     | Espace Cardin à Paris                                                                             | non diffusée                                             |                                      |
|                                                       | 28 août 2005                         | Stephan Excoffier                    | 26                                   | 1,85                                 | Alpes Dauphiné                       | Désigné Mister France 2005 par le Comité, à la suite de la suspension de six mois de David Robert | Site internet du Comité Mister France                    |                                      |
| 2006                                                  | 14 février 2006                      | William Bege                         | 25                                   | 1,90                                 | Réunion                              | Casino de Paris                                                                                   | non diffusée                                             |                                      |
| 2007                                                  | 28 février 2007                      | Yoann Cretet                         | 28                                   | 1,84                                 | Franche-Comté                        | Espace Jean Lurçat à Étampes                                                                      | non diffusée                                             |                                      |
| 2008                                                  | 7 mars 2008                          | David Meitai                         | 23                                   | 1,83                                 | Tahiti                               | Espace Jean Lurçat à Étampes                                                                      | non diffusée                                             |                                      |
| 2009                                                  | Pas d'élection de Mister France 2009 | Pas d'élection de Mister France 2009 | Pas d'élection de Mister France 2009 | Pas d'élection de Mister France 2009 | Pas d'élection de Mister France 2009 | Pas d'élection de Mister France 2009                                                              | Pas d'élection de Mister France 2009                     | Pas d'élection de Mister France 2009 |
| 2010                                                  | 12 décembre 2009                     | Anthony Garcia                       | 23                                   | 1,83                                 | Côte d'Azur                          | Place To'ata à Papeete en Polynésie française                                                     | NRJ 12,                                                  |                                      |
| 2011                                                  | 24 février 2011                      | Jonathan Duforestel                  | 25                                   | 1,83                                 | Picardie                             | Croisière au Mexique                                                                              | NRJ 12                                                   |                                      |
| Pas d'élection de Mister France en 2012, 2013 et 2014 |                                      |                                      |                                      |                                      |                                      |                                                                                                   |                                                          |                                      |
| 2015                                                  | 13 janvier 2015                      | Aurélien Giorgino                    | 25                                   | 1,86                                 | Pays de la Loire                     | Théâtre La Bruyère à Paris                                                                        | June                                                     |                                      |
| 2016                                                  | 8 mars 2016                          | Selim Arik                           | 22                                   | 1,91                                 | Centre-Val de Loire                  | Espace Cardin à Paris                                                                             | non diffusée                                             |                                      |
| 2017                                                  | 14 mars 2017                         | Eloy Pechier                         | 19                                   | 1,83                                 | Île-de-France                        | Le Palace à Paris                                                                                 | Polynésie 1re                                            |                                      |
| Pas d'élection de Mister France en 2018 et 2019       |                                      |                                      |                                      |                                      |                                      |                                                                                                   |                                                          |                                      |
| 2020                                                  | 11 janvier 2020                      | Thomas Cornelus                      | 28                                   | 1,90                                 | Occitanie                            | Le Palais des Glaces à Paris                                                                      | non diffusée                                             |                                      |
| 2021                                                  | 8 mai 2021                           | Bilal Malek                          | 25                                   | 1,90                                 | Normandie                            | La Grande Motte                                                                                   | non diffusée                                             |                                      |
| 2022                                                  | 22 janvier 2022                      | Lenny Tabourel                       | 23                                   | 1,89                                 | Méditerranée                         | Cirque Bormann à Paris                                                                            | non diffusée                                             |                                      |
| 2023                                                  | 4 mars 2023                          | Lisandre Van Muylders                | 22                                   | 1,87                                 | Corse                                | Théâtre de Poissy                                                                                 | non diffusée                                             |                                      |
| 2024                                                  | 17 février 2024                      | Charles Stamper                      | 23                                   | 1,79                                 | Rhône-Alpes                          | Théâtre André Malraux à Rueil-Malmaison                                                           | non diffusée                                             |                                      |
| 2025                                                  | 25 janvier 2025                      | Mathieu Bedini                       | 24                                   | 1,81                                 | Rhône-Alpes                          | Théâtre André Malraux à Rueil-Malmaison                                                           | non diffusée                                             |                                      |

### Nombre de victoires par régions et comités représentés
| Nombre d'élections  | Régions       | Année(s)   |
| ------------------- | ------------- | ---------- |
| 2                   | Île-de-France | 2003, 2017 |
| 2                   | Rhône-Alpes   | 2024, 2025 |
|                     | Paris         | 2001       |
| Champagne-Ardenne   | 2002          |            |
| Alpes Dauphiné      | 2005          |            |
| Poitou-Charentes    | 2005          |            |
| La Réunion          | 2006          |            |
| Franche-Comté       | 2007          |            |
| Tahiti              | 2008          |            |
| Côte d'Azur         | 2010          |            |
| Picardie            | 2011          |            |
| Pays de la Loire    | 2015          |            |
| Centre-Val de Loire | 2016          |            |
| Occitanie           | 2020          |            |
| Normandie           | 2021          |            |
| Méditerranée        | 2022          |            |
| Corse               | 2023          |            |

### Représentations à l'international
Charles Stamper, Mister France 2024, a été remplacé par son premier dauphin Tristan Duarte au concours Mister International 2024 en novembre. Cependant ce dernier n'a pas pu y aller à cause d'empêchement. Il n'y a donc pas eu de représentant français[pertinence contestée].

## Quelques remarques
- 1996 : Filip Nikolic, qui sera célèbre ensuite avec son boys band 2Be3, est élu Mister France lors d'un concours des plus beaux mannequins français organisé dans l'émission Si on chantait présentée par Julien Courbet et diffusée sur TF1. Les deux autres futurs membres du groupe y participent aussi : Frank en tant que mannequin et Adel les soutient dans les coulisses.
- 2001 : Francis Gillain est curieusement appelé le plus souvent « Mister France Millenium » à la place de Mister France 2001.
- 2003 : En juin 2003, l'élection est diffusée dans son intégralité pour la première fois à la télévision. Elle est retransmise sur TF1 et présentée par Laurence Boccolini. L'animatrice y rencontre son futur mari, Mickaël Fakaïlo, Mister Tahiti, élu 2e dauphin de Mister France. Elle l'épouse le 31 juillet 2004. Frédéric Deltour, élu Mister France 2003, a participé à l'émission L'Île de la tentation (saison 2) enregistrée en mai 2003 (avant son élection) puis diffusée en juillet-août sur TF1. La même année il a posé pour l'édition 2004 du calendrier des Dieux du stade. Il est, à ce sujet, l'un des rares participants hors rugby à y poser et, de surcroît, en nu frontal. Il sera également modèle pour d'autres magazines notamment à l'étranger.
- 2010 : Anthony Garcia, Mister France 2010, participe comme candidat, en juillet 2010, à la saison 4 de Secret Story sur TF1 avec le secret intitulé « Je suis le plus bel homme de France ». Il est éliminé par le vote du public, 14 jours après son entrée dans la « maison des secrets », après avoir demandé aux filles de la maison de le proposer lors des nominations.
- 2011 : Un long reportage est consacré à Jonathan Duforestel, Mister France 2011, dans un numéro de Tellement vrai sur NRJ 12.
- 2015 : Aurélien Giorgino, Mister France 2015, a participé à l'émission Un dîner presque parfait sur W9 (première diffusion en octobre 2015).
- Selim Arik, Mister France 2016, a participé à l'émission Les Princes et les Princesses de l'amour sur W9 en 2017, à la deuxième saison de 10 couples parfaits sur TFX en 2018 et en 2019 aux Anges 11 sur NRJ 12.
- 2019 : Eloy Pechier, Mister France 2017, participe à l'automne 2018 à Big Bounce, la course de trampoline diffusée en janvier 2019 sur TF1.
- Thomas Cornelus, Mister France 2020, participe à l'automne à Tous en cuisine, en direct avec Cyril Lignac sur M6[réf. nécessaire].